# Bruno Senftleben
Bruno Senftleben (* 12. August 1905 in Berlin; † 26. November 1976 in Ost-Berlin) war ein deutscher Widerstandskämpfer gegen den Nationalsozialismus.

## Leben
Bruno Senftleben stammte aus einer kommunistischen Arbeiterfamilie, sein Vater Paulö Senftleben war Mitglied der Kommunistischen Partei Deutschlands (KPD) und leistete ebenfalls Widerstand gegen den Nationalsozialismus im NS-Staat.
Bruno Senftleben besuchte nach der Volksschule eine kaufmännische Fortbildungsanstalt und wurde Buchhalter. 1921 trat er dem Zentralverband der Angestellten bei. Von 1919 bis 1923 gehörte er der Sozialistischen Arbeiter-Jugend an und wurde ab 1923 Mitglied der Sozialdemokratischen Partei Deutschlands (SPD). Er war ein Gründungsmitglied des Reichsbanners Schwarz-Rot-Gold und führte dort eine Hundertstaffel. 1933 wurde er einer der Hauptverteiler der Zeitungen des Roten Stoßtrupps und die Neue Vorwärts. Er kümmerte sich zusammen mit Rudolf Küstermeier um die Zusammenstellung von Auslandsartikeln, zum einen für den Roten Stoßtrupp, zum andern auch für Blick in die Zeit.
Am 30. November 1933 wurde er verhaftet und anschließend gefoltert. Bis zu seinem Prozess am 12. Februar 1934 verblieb er in Untersuchungshaft im Zellengefängnis Lehrter Straße. Am 24. Mai 1934 wurde er vom Kammergericht Berlin zu drei Jahren Zuchthaus verurteilt. Neben ihm wurden 25 weitere Personen, darunter auch Alfred Menger und Franz Meyer zu Haftstrafen verurteilt. Er wurde in Berlin-Plötzensee und in Brandenburg-Görden inhaftiert und 1937 freigelassen.
Nach dem 8. Mai 1945 wurde er zunächst wieder SPD-Mitglied, trat dann aber der Sozialistischen Einheitspartei Deutschlands (SED) bei sowie dem Freien Deutschen Gewerkschaftsbund (FDGB) und der Gesellschaft für Deutsch-Sowjetische Freundschaft (DSF). Bei der SED gehörte er der Finanzverwaltung Berlin-Mitte an und war ab 1966 in der Kreisleitung der Partei.
Verheiratet war er mit Gertrud Senftleben, die ebenfalls im Roten Stoßtrupp aktiv war.